# Entrapment
Entrapment (no Brasil: Armadilha; em Portugal: A Armadilha) é um filme de assalto de 1999 realizado por Jon Amiel e protagonizado por Sean Connery e Catherine Zeta-Jones que formam uma dupla de ladrões que planejam o maior roubo de todos os tempos, em plena virada de 1999 para 2000.

## Sinopse
Uma sensual agente de seguros (Catherine Zeta-Jones) é escolhida para averiguar se o velho, charmoso e famoso ladrão Robert MacDougal (Sean Connery) foi o responsável pelo "desvio" de uma valiosa obra de arte. Mas os ladrões acabam por se juntar e aplicar um ousado e multibilionário golpe no mercado financeiro internacional da Ásia, mais propriamente na Malásia, que inclui entrar num dos edifícios mais altos e seguros do mundo (Petronas Tower), situado em Kuala Lumpur.

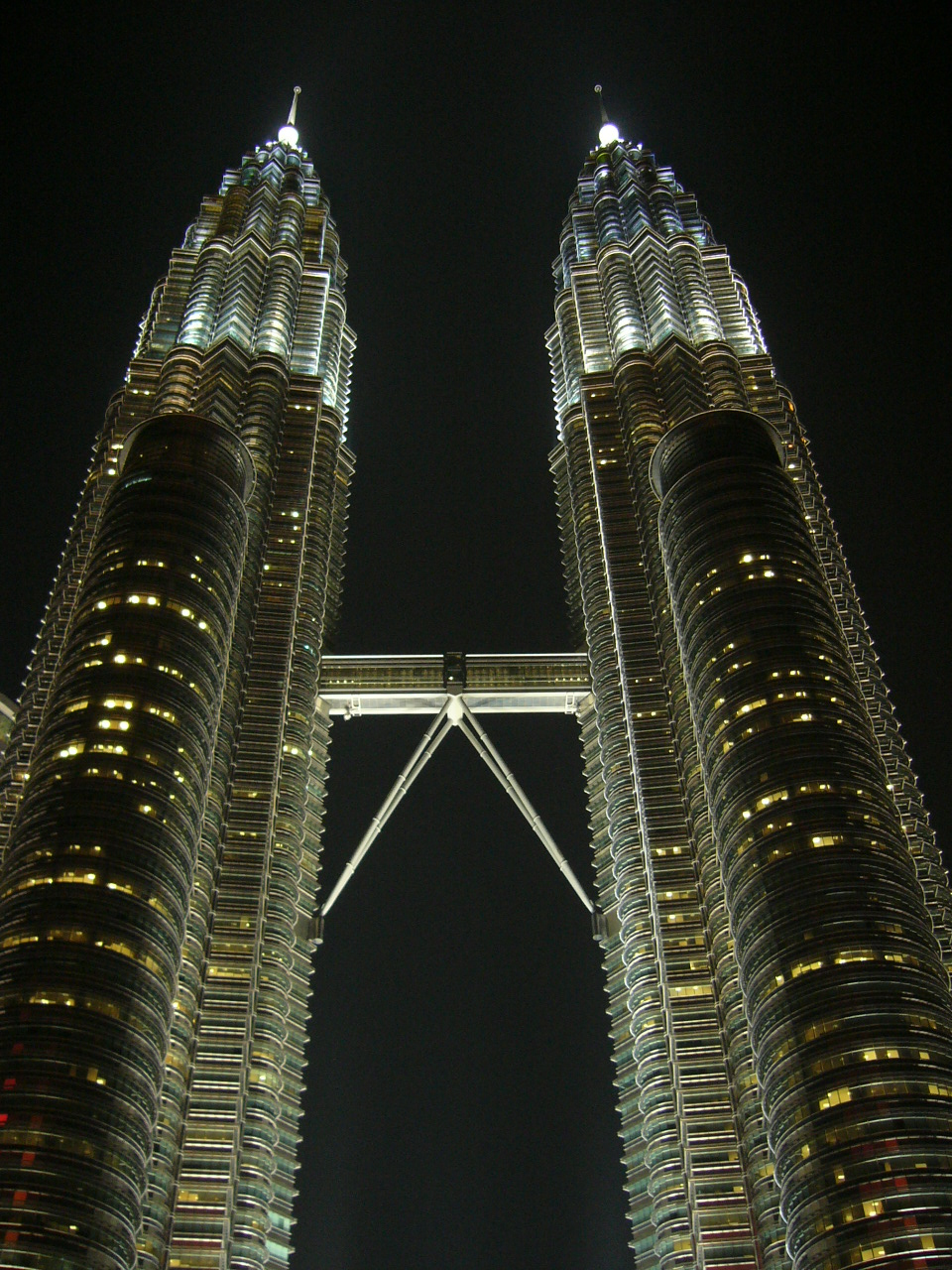
Petronas Twin Towers,
onde o assalto final tem lugar

## Elenco
- Sean Connery como Robert "Mac" MacDougal
- Catherine Zeta-Jones como Virginia "Gin" Baker
- Will Patton como Hector Cruz
- Ving Rhames como Aaron Thibadeaux
- Maury Chaykin como Conrad Greene
- Kevin McNally como Haas
- Terry O'Neill como Quinn
- Madhav Sharma como Chefe da segurança
- David Yip como Chefe da Polícia
- Tim Potter como Homem do Milênio
- Eric Meyers como Waverly Technician
- Aaron Swartz como Homem da Cruz
- William Marsh como Técnico de informática
- Tony Xu como banqueiro
- Rolf Saxon como Diretor
- Ayden Perry como Guarda de segurança

## Locais das filmagens

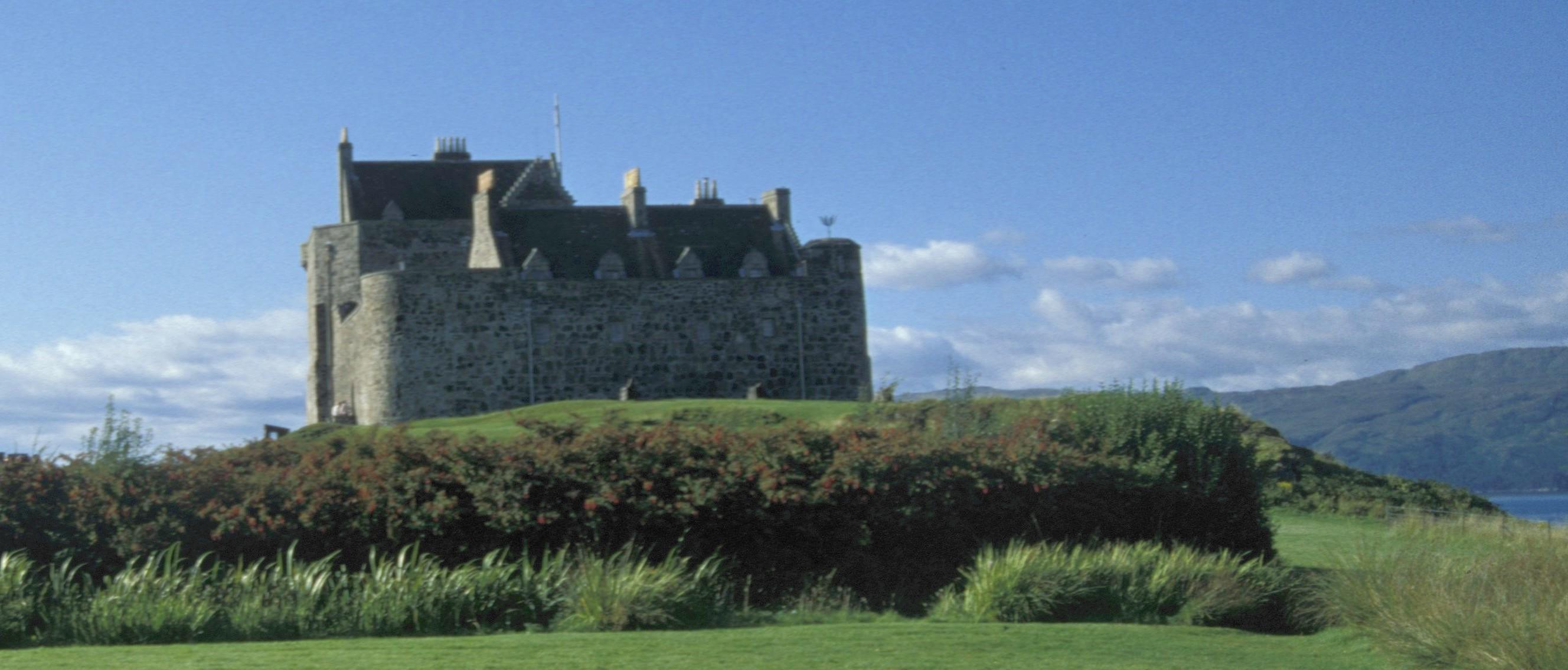
Castelo Duart, a localização do esconderijo de MacDougal

Locais de filmagens do filme incluem Palácio de Blenheim, Hotel Savoy, Lloyd's of London, Borough Market, Londres, Castelo Duart, Ilha de Mull na Escócia, Castelo de Eilean Donan na Escócia, Petronas Twin Towers em Kuala Lumpur (com outras filmagens concluídas no Pinewood Studios), e a Estação Bukit Jalil LRT; No entanto, a sinalização nesta estação que foi usado para o filme era estação Pudu LRT em vez de Bukit Jalil.

## Resposta da crítica
O filme estreou com críticas mistas ou médias como descrito por Metacritic. Rotten Tomatoes lista o filme como receber 38% comentários positivos. Críticos focaram em uma cena em que Zeta-Jones treina para o assalto por vermifugação em torno de uma rede de linhas vermelhas que simulam feixes de laser. A câmera fica sobre suas nádegas durante grande parte da cena. Outra cena semelhante ocorre quando ela realmente passa pelo rastreamento através do campo de feixe de laser real para roubar a máscara, incluindo alguns close-ups de seu derrière.
Critic Scott Weinberg disse: "OK, se você possui uma TV, então você já viu essa cena. Você sabe o que. É quando Catherine Zeta-Jones se contorce seu belo traseiro para o chão para evitar um sistema de alarme a laser. Ele é mostrado no comercial, a visualização e no próprio filme como 7 vezes o desafio é este: construir um filme em torno dele". A cena laser foi coreografado por Paul Harris, que também coreografou as sequências de combate varinha-a-varinha em Harry Potter and the Order of the Phoenix.
Outros críticos, como The New York Times, New York Magazine, o Chicago Sun-Times, Variety, e Desson Howe/Thomson do Washington Post elogiaram o filme.
O filme foi um sucesso de bilheteria, arrecadando mais de $87 milhões nos Estados Unidos e $212 milhões mundialmente. Entrapment foi nomeado para dois prêmios do Framboesa de Ouro incluindo Pior Atriz (Catherine Zeta-Jones, também para The Haunting) e Pior Casal na Tela (Zeta-Jones e Sean Connery).
O filme foi exibido fora de competição no Festival de Cannes de 1999.